# میدستون، ویکتوریا
میدستون (به انگلیسی: Maidstone) یک حومه شهر در استرالیا است که در ویکتوریا (استرالیا) واقع شده‌است.